# Mercedes Benz (utwór)
Mercedes Benz – utwór a cappella amerykańskiej wokalistki Janis Joplin napisany przez nią samą, Michaela McClure'a i Boba Neuwirtha. W utworze wokalistka prosi Boga o tytułowy samochód Mercedes-Benz, kolorowy telewizor i „noc w mieście” (ang. night in the town). „Mercedes Benz” został zarejestrowany 1 października 1970 roku za pierwszym i jedynym podejściem, i obok piosenki „Happy Birthday, John (Happy Trails)” (dedykowanej Johnowi Lennonowi), jest ostatnią piosenką nagraną przez artystkę, która zmarła 3 dni później.
Oryginalny utwór pojawił się na wydanym po śmierci Joplin albumie Pearl, a jego rozszerzona o ponad 20 sekund wersja na późniejszej kompilacji Janis. W 2003 roku grupa Medicine Head zremiksowała piosenkę, która została wydana jako singel promocyjny kompilacji największych hitów artystki The Essential Janis Joplin.
„Mercedes Benz” jest jedną ze słynniejszych piosenek Janis Joplin, którą śpiewali na koncertach lub nagrali w formie coveru tacy artyści jak: Elton John, Gilby Clarke i Pink. Sample utworu wykorzystał raper G-Eazy w swojej piosence „Mercedes Benz (The American Dream)” oraz polski raper DonGURALesko w utworze „Mercedes Benz”.

## Lista utworów
CD singel – wydanie europejskie
1. „Mercedes Benz” (Remix) (Janis Joplin vs. Medicine Head) – 3:53
2. „Mercedes Benz” – 1:48

CD singel – rozszerzone wydanie europejskie
1. „Mercedes Benz” (Remix Short Version) (Janis Joplin vs. Medicine Head) – 3:53
2. „Mercedes Benz” (Remix Extended Version) (Janis Joplin vs. Medicine Head) – 8:53
3. „Mercedes Benz” – 1:48

CD singel, singel promocyjny – wydanie niemieckie
1. „Mercedes Benz” (Remix) (Janis Joplin vs. Medicine Head) – 3:53
2. „Mercedes Benz” (Remix 12" Version) (Janis Joplin vs. Medicine Head) – 8:50

Płyta gramofonowa
1. „Mercedes Benz” (Remix Extended Version) (Janis Joplin vs. Medicine Head) – 8:53
2. „Mercedes Benz” – 1:48